# ادبیات چینی
ادبیات چینی به آفرینش ادبی در چین اشاره دارد. ادبیات چینی عمدتاً به زبان‌های چینی و چینی ماندارین است، اما شامل آثار ادبی به سایر زبان‌های اقلیت نیز می‌شود. ادبیات چینی نیز تأثیر زیادی در توسعه ادبی کشورهای همسایه دارد. ژاپن، کره و ویتنام تعداد زیادی اشعار چینی را در تاریخ خلق کرده‌اند.
ادبیات چینی هزاران سال دوام آورده. نمونه‌های اولیه را می‌توان در سوابق اسناد دولتی ردیابی کرد. ادبیات چینی همیشه با سیاست مرتبط بوده است. ادبیات چینی به‌طور گسترده حاوی نظرات و عقاید سیاسی است، درست مانند جمله معروف کائو پی در دوران سه پادشاهی: «مقالات دلیل بزرگ اداره یک کشور و یک رویداد جاودانه هستند.» مردم چین عموماً بر این باورند که ادبیات دارای نیروی قدرتمندی است که در توسعه کشور تأثیرگذار است. در تاریخ چین افرادی که با نوشته‌های اخلاقی خود به مقام رسمی رسیدند کم نیست؛ کسانی که به سیاست مشغول بودند تعداد زیادی آثار ادبی نیز نوشتند. ادبیات چینی متأثر از مفهوم وحدت طبیعت و انسان است و سنت «نوشتن برای انتقال تائو» دارد. بسیاری از آثار ادبیات چینی زندگی واقعی را مضمون خود می‌دانند.
از نظر ژانر، ادبیات چینی همیشه تحت سلطه (شعر) بوده است. فرم‌ها شامل شعر، کلام، شعر، نثر موازی و غیره است. شعر چینی در سلسله تانگ به اوج خود رسید و شاعران بزرگی چون لی بای و دو فو ظهور کردند. محتوای شعر چینی بیشتر اشعار غنایی با مضامینی مانند توصیف مناظر طبیعی و ستایش دوستی است، مانند «گل‌های رودخانه بهار و شب مهتاب» اثر ژانگ روکسو در سلسله تانگ. همچنین اشعار روایی معروفی مانند «طاووس به سمت جنوب شرقی پرواز می‌کند» و «مولان سی» وجود دارد. نثر چینی در دوره پیش از کین عمدتاً تاریخ، مذهب، اندیشه و غیره را توصیف می‌کرد (نثر ژوزی). ادبیات منثور در سلسله تانگ شکوفا شد و هشت نویسنده بزرگ سلسله تانگ و سونگ ظهور کردند. رمان‌های اولیه چین را می‌توان به «رمان‌های جادویی» سلسله‌های جنوبی و شمالی و «افسانه‌های» سلسله تانگ ردیابی کرد، اما آنها تا زمان سلسله‌های مینگ و چینگ به جریان اصلی تبدیل نشدند.
در گفتمان چینی، واژه «ادبیات» برای اولین بار در «فصل پیشرفته کنفوسیوس» مشاهده شد. در این بخش، کنفوسیوس دانش آموزان را با توجه به استعدادشان به چهار دسته تقسیم کرد: فضیلت، گفتار، سیاست و ادبیات، نسل‌های بعدی آن را «چهار موضوع و ده فلسفه کنفوسیوس» نامیدند. با توجه به حاشیه‌نویسی زینگ بینگ از سلسله سونگ شمالی، این «مقالات دانشی» است، به این معنی که او با بسیاری از اسناد و دانش باستانی و مدرن آشنا است. بر اساس این بیانیه، در معنای وسیع، ادبیات را می‌توان به دانش یا فرهنگ توسعه یافته بر اساس آن تعبیر کرد. اگر از معنای محدود کنونی استفاده کنیم، ادبیات را می‌توان به عنوان چهار پژوهشی که امپراتور ون از سلسله سانگ جنوبی در قرن پنجم تأسیس کرد: کنفوسیوس، متافیزیک، تاریخ و ادبیات. پس از آن، «زندگینامه ادبی» در تاریخ رسمی که اقدامات ادبای برجسته را ثبت می‌کند، این معنا را دارد. با این حال، این نوع ادبیات فقط نشان دهنده ادبیات طبقه بالاست و شامل ادبیات عامه پسند مانند رمان، اپرا یا ادبیات جریان اصلی مدرن نمی‌شود.